# Landesgesundheitsfonds
Die Landesgesundheitsfonds (LGF) sind im Gesundheitssystem Österreichs die öffentlich-rechtlichen Fonds zur Planung, Steuerung und Finanzierung des Gesundheitswesens auf Landesebene.

## Geschichte und Grundlagen
In Österreich wurde 2005 eine grundlegende Vereinbarung über die Organisation und Finanzierung des Gesundheitswesens als 15a-Vereinbarung zwischen  dem Bund und den Ländern getroffen (Gesundheitsreform 2005, Novelle 2008). Mit diesem Staatsvertrag wurde die Planung und Steuerung des Gesundheitswesen teilweise in Landeskompetenz übergeführt, während der Bund mithilfe der Bundesgesundheitsagentur, dem Fonds der Bundesebene, nurmehr grundsätzliche Vorgaben gibt.
Dabei wurden die Landesgesundheitsfonds eingerichtet (Art. 18 ff. 2008). Sie stellen das Finanzierungsorgan der Länder dar. Zwischen dem Gesundheitsministerium (Budgetverteilung zu Händen des Finanzministeriums) und den Landesgesundheitsfonds findet ein Bund-Länder-Ausgleich statt, in dem die Finanzmittel entsprechend den Haushaltsplanungen verteilt werden.
Die Landesgesundheitsfonds ersetzten die früheren Krankenanstaltenfonds, deren Wurzeln schon im 18. Jahrhundert liegen, und die die Finanzierung der öffentlichen, anfangs wohltätigen, dann staatlichen Krankenhäuser sicherstellen sollten. Mit der Gesundheitsreform der Regierung Schüssel wurde der Fokus auf die Spitalsmedizin aufgegeben, und versucht, eine umfassendere und vielfältigere Krankenversorgung aufzubauen, die den extramuralen Sektor stärkt. Schon 1997 (Regierung Klima) war das System der leistungsorientierten Krankenanstaltenfinanzierung (LKF-System) eingeführt geworden, das in den neuen Gesundheitsfonds weitergeführt wird.
Um 2002 hatten dann besonders die Länder Niederösterreich, Salzburg, Vorarlberg, Oberösterreich und Tirol mehr Kompetenzen für die Landesebene gefordert. Über die Gesundheitsfonds laufen die Zahlungen von Bund, Ländern und Krankenkassen an die Spitäler (öffentliche wie privat-gemeinnützige), in einigen Bundesländern wird aber ein nicht unwesentlicher Finanzierungsbeitrag außerhalb des LGF-Systems aufgebracht.
Oberstes Organ der Landesgesundheitsfonds sind die jeweiligen Gesundheitsplattformen (Art. 20 2008), in denen die beteiligten Akteure versammelt sind (Land, Bund, Städte und Gemeinden, Träger der Sozialversicherung und deren Hauptverband, Ärztekammer, Krankenanstalten-Träger). In diesen Plattformen wird die Planung und Steuerung verhandelt.
Auf Bundesebene entspricht den Plattformen die Bundesgesundheitskommission.

## Die Gesundheitsfonds
- Burgenländischer Gesundheitsfonds (BURGEF) – Eisenstadt, Josef Hyrtl-Platz 4[L 1]
- Kärntner Gesundheitsfonds (KGF) – Klagenfurt, Bahnhofstraße 24/6[L 2]
- NÖ Gesundheits- und Sozialfonds (NÖGUS) – St. Pölten, Stattersdorfer Hauptstraße 6C[L 3]
- Oö. Gesundheitsfonds – Linz, Bahnhofplatz 1[L 4]
- Salzburger Gesundheitsfonds (SAGES) – Salzburg, Sebastian-Stief-Gasse 2[L 5]
- Gesundheitsfonds Steiermark – Graz, Friedrichgasse 9[L 6]
- Tiroler Gesundheitsfonds (TGF) – Innsbruck, Eduard-Wallnöfer-Platz 3 (Amt der Tiroler Landesregierung, Abteilung Krankenanstalten)[L 7]
- Gesundheitsfonds für das Land Vorarlberg – Bregenz, Landhaus (Amt der Vorarlberger Landesregierung)[L 8]
- Wiener Gesundheitsfonds (WGF) – Wien 20, Brigittenauer Lände 50–54, Stiege 2, 5. Stock[L 9]

## Rechtsgrundlagen
- Vereinbarung gemäß Art. 15a B-VG über die Organisation und Finanzierung des Gesundheitswesens – Organisation und Finanzierung des Gesundheitswesens (Bund – Länder). Stf. BGBl. I Nr. 105/2008 (i. d. g. F. online, ris.bka;  Erstfassung BGBl. I Nr. 73/2005; Gesundheitsreform 2005).
- 1. Hauptstück Gesetz vom 17. Oktober 2013 über die Organisation und Finanzierung des Gesundheitswesens im Burgenland (Burgenländisches Gesundheitswesengesetz 2013 – Bgld. GwG 2013). LGBl. Nr. 73/2013 (online); Mitte 2014[6] noch LGBl.Nr. 5/2006 (alle ris.bka).
- Kärntner Gesundheitsfondsgesetz – K-GFG. StF. LGBl.Nr. 83/2005 (i. d. g. F. online, ris.bka).
- NÖ Gesundheits- und Sozialfonds-Gesetz 2006 (NÖGUS-G 2006). StF. LGBl. 9450 134/05 (i. d. g. F. online, ris.bka).
- Landesgesetz über den Oö. Gesundheitsfonds (Oö. Gesundheitsfonds-Gesetz 2013). Stf. LGBl.Nr. 83/2013 (i. d. g. F. online); davor LGBl.Nr. 2/2006 (alle ris.bka).
- Gesetz vom 19. Oktober 2005 über den Salzburger Gesundheitsfonds (Salzburger Gesundheitsfondsgesetz – SAGES-Gesetz). StF. LGBl Nr. 90/2005 (i. d. g. F. online, ris.bka).
- Gesetz vom 2. Juli 2013 über den Gesundheitsfonds Steiermark (Steiermärkisches Gesundheitsfondsgesetz 2013 – StGFG). Stf. LGBl. Nr. 105/2013 (i. d. g. F. online); davor Stmk. Gesundheitsfonds-Gesetz 2006, LGBl. Nr. 6/2006 (alle ris.bka).
- Tiroler Gesundheitsfondsgesetz. StF. LGBl.Nr. 2/2006 (i. d. g. F. online, ris.bka).
- Gesetz über die Errichtung eines Gesundheitsfonds für das Land Vorarlberg (Landesgesundheitsfondsgesetz – LGFG). Stf. LGBl. Nr. 45/2013 (i. d. g. F. online); davor LGBl. Nr. 7/2006 (alle ris.bka).
- Gesetz über die Errichtung eines Wiener Gesundheitsfonds (Wiener Gesundheitsfonds-Gesetz 2013). Stf. LGBl. Nr. 42/2013 (i. d. g. F. online); davor LGBl. Nr. 3/2006 (ris.bka).